# Archivo Nacional de Honduras
El Archivo Nacional de Honduras (ANH) es el lugar donde se conservan documentos y hemerotecas de suma importancia de la historia de la república de Honduras. 

## Historia de su creación
El Archivo Nacional de Honduras, fue fundado por el Doctor Antonio Ramón Vallejo, secretario de gobierno del Doctor Marco Aurelio Soto, mediante acuerdo gubernamental de fecha 5 de marzo de 1880, para la conservación de documentos antiguos y otros declarados patrimonio cultural de la nación. Entre sus anaqueles, se encuentran: Títulos de tierra, Colecciones de revistas, Impresos y Diarios de los siglos XIX y XX; Documentos de la colonia española de 1605-1821 (etapa independiente), documentos varios desde 1660-1884. Índices de padrones de varios departamentos de la república, Memorias de las secretarías de Estado, así mismo ediciones del Diario Oficial La Gaceta (Honduras) y periódicos del siglo XIX y XX, 2,000 expedientes, 300 colecciones de periódicos y 160,000 documentos varios de suma importancia. Uno de los escritos más antiguos que posee este archivo data desde 1598.
En sus inicios estuvo situado en el antiguo edificio del Cabildo en Tegucigalpa, entre los años 1889 hasta 1900 año en que sucedió un incendio en la casa de la Familia Díaz, con lo cual provocó que muchos de los documentos fueren rescatados de ser consumidos presas de las llamas. Seguidamente, en 1903 el archivo fue ubicado en el Edificio de Rentas, según orden de Esteban Guardiola hasta su traslado junto con la Biblioteca Nacional de Honduras en 1963, a la casa que fue del General Francisco Morazán a la altura de la avenida Cristóbal Colón. Y, más tarde emitido que el Decreto del Poder Legislativo N° 218-96 de fecha 16 de diciembre de 1996, la entidad responsable de la actividad cultural, artística y deportiva del Estado, se denomina Secretaría de Cultura, Artes y Deportes. De acuerdo con lo establecido en el Reglamento de Organización, Funcionamiento y Competencia del Poder Ejecutivo, se ha encomendado a esta Secretaría la formulación, coordinación, ejecución y evaluación de políticas referentes a la investigación, rescate, salvaguarda y difusión del patrimonio cultural de la nación.
El Archivo Nacional de Honduras sufrió otro traslado en el año 2006 a la antigua Casa Presidencial de Honduras o Palacete Presidencial donde hasta la fecha se encuentra. Esta entidad se encuentra asociado a los archivos y bibliotecas de la América Latina.

## Funciones del ANH
La conservación y organización de fondos documentales y hemerográficos; difusión archivística. Servicios al público: Salas de lectura, de consulta, reproducción de materiales bibliográficos.
Programa y actividades principales: Reproducción y microfilmación, restauración y encuadernación de documentos. 

## Local
- Dirección: Barrio El Centro, Avenida Cristóbal Colón, Calle Salvador Mendieta 1117, en la ciudad de Tegucigalpa, M.D.C. Honduras C.A. Teléfono +(504) 222-8338